# La Nuit des rois
La Nuit des rois è un film del 2020 diretto da Philippe Lacôte.
È un esempio di realismo magico africano. La Nuit des rois è il titolo con cui è conosciuta nel mondo francofono La dodicesima notte di Shakespeare.

## Trama
Nella famigerata prigione MACA della Costa d'Avorio, i detenuti hanno il controllo e hanno stabilito le proprie regole. Una di queste regole stabilisce che se il Dangôro, o Re dei detenuti, diventa troppo malato per governare, deve togliersi la vita. Il malato Dangôro Barbe Noire viene spinto a suicidarsi dalla sua subordinata Lass, che cerca di diventare Dangôro dopo Barbe Noire. Sperando di posticipare la sua morte placando i prigionieri, Barbe Noire dice che nominerà un nuovo Roman, un griot incaricato di raccontare storie alla popolazione durante la prossima luna rossa. Un nuovo prigioniero, un ladro e membro della gang "Microbe", arriva alla MACA e viene assegnato al blocco celle di Barbe Noire che parla con il nuovo arrivato e lo sceglie come Roman.
Una volta che sorge la luna rossa, i prigionieri si radunano attorno a Roman per ascoltare e, occasionalmente, recitare parti della sua storia. Inizialmente esitante, Roman racconta la storia della morte di Zama King, il capo dei Microbi. Durante una pausa per il pasto, Roman viene avvertito in segreto che deve continuare la storia fino al mattino, altrimenti verrà ucciso. Quando Roman riprende la sua storia, narra un racconto molto abbellito della prima infanzia di Zama King: dopo la morte di sua madre, Zama viene cresciuto da suo padre Soni, un mendicante cieco. Soni diventa il consigliere di una regina locale dopo averla convinta di avere poteri mistici. La storia viene interrotta dall'omicidio di Koby, uno dei confidenti di Barbe Noire. Dopo un periodo di lutto, Barbe Noire e Demi-Fou, il suo secondo in comando, si parlano in privato. Mezzo-Matto chiede a Barbe Noire di nominarlo come il prossimo Dangôro. Dopo che Demi-Fou se ne va, Roman supplica Barbe Noire di interrompere la tradizione della narrazione. Tuttavia, Barbe Noire rifiuta e dice che vuole versare sangue un'ultima volta. In seguito, Barbe Noire accetta il suo destino e si annega in una cisterna d'acqua.
Roman continua la sua storia: Dopo aver fallito nel condurre la regina alla vittoria in una guerra contro suo fratello, Soni si traveste e fugge con Zama, stabilendosi nella baraccopoli di Lawless Quarter di Abidjan. Dopo la crisi post-elettorale e l'arresto di Laurent Gbagbo, Zama diventa uno stretto alleato del nuovo governo e fonda i Microbes. In seguito, Zama viene circondato da una folla inferocita e ucciso tramite collana , concludendo così la storia.
Rendendosi conto che il mattino non è ancora arrivato, Roman afferma che la storia ha un finale a sorpresa e tenta di spiegare che Zama era un trovatello. Demi-Fou accusa Roman di temporeggiare e si prepara a ucciderlo. Tuttavia, Roman viene salvato quando scoppia una rissa tra Lass, Demi-Fou e i loro sostenitori. Per evitare che la rissa degeneri, il direttore della prigione Nivaquine spara sulla folla con una pistola, uccidendo diversi prigionieri, tra cui Demi-Fou. Nel cortile della prigione, Roman osserva il sorgere del sole.

## Produzione
Il film è stato girato a Grand-Bassam, dove la troupe ha ricostruito il penitenziario.

## Distribuzione
È stato presentato in anteprima il 7 settembre 2020 alla 77ª Mostra internazionale d'arte cinematografica di Venezia nella sezione Orizzonti, venendo poi distribuito nelle sale cinematografiche ivoriane a partire dal 4 dicembre 2020, in quelle canadesi a partire dal 12 marzo 2021 e in quelle francesi a partire dall'8 settembre 2021.

## Riconoscimenti
- 2020 - National Board of Review Awards
  - Miglior film straniero
- 2021 - Independent Spirit Awards
  - Candidatura per il miglior film straniero
- 2021 - NAACP Image Awards
  - Miglior film internazionale